# Pasqual Vilaró i Piera
Pasqual Vilaró i Piera   (Barcelona, 1803 - Barcelona, 30 de novembre de 1870) fou un pintor d'indianes, fabricant i comerciant de cotó.

## Biografia
Fill de Joan Vilaró i Mirambell (Barcelona, 1778–1840), gravador, i de Madrona Piera i Mas (†1843), la seva família va residir durant alguns anys a Igualada. Entre 1814 i 1817, feu l'aprenentatge de dibuixant de mostres per a estampats d'indianes a l'Escola de Nobles Arts de la Junta de Comerç de Barcelona . En completar la seva formació s'establí pel seu compte (realitzant també treballs com a gravador al costat del seu pare) i al servei de diversos fabricants, com ara Erasme de Janer i de Gònima. El 1823 obrí amb el seu germà Vicenç una petita fàbrica de teixits de cotó i dos anys més tard fou premiat per la Junta de Comerç per uns dibuixos aplicats al teler de Jacquard.
El 1831 feu temporalment el pas a la pintura a l'oli fent una estada breu a Granada amb la idea d'establir-se com a pintor, però sense assolir l'èxit desitjat. El 1834 obrí amb el seu germà una nova fàbrica de teixits de cotó de 16 telers al carrer de Sant Pau de Barcelona, ben aviat ampliada i traslladada, successivament, als carrers de les Carretes i de la Riereta. El 1837, la Junta de Comerç el nomenà professor de dibuix de teixits i, tres anys més tard, la Reial Acadèmia de San Fernando li concedí el títol d'acadèmic de Belles Arts «en clase de pintor de flores y de dibujo aplicable a las manufacturas». El 1840, els germans Vilaró disposaven de 200 telers, però la creixent conflictivitat els portà a traspassar les fàbriques i a concentrar-se en el negoci comercial, en companyia com a soci d'Ignasi Prat i Cots entre 1843 i 1857. Amb el seu germà i la Societat de Josep Móra, els Vilaró arribaren a posar al mar fins a quatre fragates al seu servei, dedicades a la importació del cotó i fusta, alhora que compraven accions de diferents societats, com ara L'Espanya Industrial.
Es va casar en segones noces amb Ramona Coll i Riba (1821-1883), i van ser pares de Vicenta Vilaró i Coll, casada amb Jacint Torres i Reyató.